# Perizoma nigrostipata
Perizoma nigrostipata là một loài bướm đêm trong họ Geometridae.